# Friedrich Wilhelm Haack (Komponist)
Friedrich Wilhelm Haack (* 25. April 1765 in Potsdam; † 14. November 1825 in Stettin) war ein deutscher Komponist, Organist der vereinigten Schloss- und Mariengemeinde in Stettin und Musikdirektor.

## Leben
Friedrich Haacks Eltern waren Christian Fridrich Hacke (* 1721 in Berlin) und Anna Mariane Eleonora Junge.
Friedrich Wilhelm Haack war, wie sein älterer Bruder Karl Friedrich Heinrich Haack, Schüler von Franz Benda. Der Kronprinz und spätere König Friedrich Wilhelm II. förderte beide, indem er sie schon im jungen Alter in seine kronprinzliche Kapelle aufnahm. Haack wechselte nach kurzer Orchestertätigkeit im Jahr 1779 an die Orgel in Stargard und wurde 1790 Organist und Kantor der vereinigten Schloss- und Mariengemeinde in Stettin, so dass er für die Kirchenmusik der Schlosskirche zu Stettin zuständig war. Die Marienkirche war bereits 1789 abgebrannt und wurde nicht wieder aufgebaut.
Mit seiner Ehefrau Johanna Wilhelmine Kirstein (* 1770, † 1808 in Stettin) hatte Haack sechs Kinder. Eine Tochter heiratete Ferdinand Oelschläger (* 1798; † 1858), der sein Nachfolger als Organist der Schlosskirche wurde.

## Leistungen
Als Leiter der Liebhaberkonzerte der Stettiner Musikgesellschaft 1793 setzte Haack das bereits 1767 begonnene öffentliche Konzertleben fort und leitete als Musikdirektor jedes Jahr neun bis zehn Konzerte, unter anderen Haydns Die Schöpfung und Die Jahreszeiten sowie Mozarts La clemenza di Tito. Die Stettiner Liedertafel ist ein Seitenstück zu der zwei Jahre zuvor von Johann Friedrich Fasch gegründeten Sing-Akademie zu Berlin. Die Berliner Allgemeine Musikalische Zeitung schrieb, Haack habe sich als Musikdirektor für die Förderung des Gesangs, die Stettiner Liedertafel, eingesetzt und deshalb eine Musikgesellschaft mit 15 bis 20 Personen gegründet.
Haack vertonte 1798 (Uraufführung 1799 in Stettin) das dreiaktige Singspiel Die Geisterinsel von Friedrich Wilhelm Gotter und Friedrich Hildebrand von Einsiedel (als dritte von fünf Vertonungen dieses Librettos zwischen 1796 und 1799). „Der Reichtum, die Fülle und Ausarbeitung der Harmonie, besonders in feyerlichen und erhabenen Sätzen, soll diese Komposition sehr auszeichnen.“
Der Musikhistoriker Carl Friedrich Ledebur (1861) schreibt: „Geb.zu Potsdam 1760, erhielt seines großen musikalischen Talentes wegen schon als Knabe die Stelle eines Violinisten der Kapelle des Prinzen von Preußen, da er aber mehr Neigung zum Clavier und Orgelspiel, sowie zur Composition hatte, welche letztere er unter Fasch studierte, so nahm er 1779 die Stelle eines Organisten zu Stargard in Pommern, sowie später die eines Musik-Direktors und Organisten an der Schlosskirche zu Stettin an. Hier fand sein reger Geist und seine Kunstliebe hinreichende Beschäftigung, er ward seit 1793 Direktor des dortigen Liebhaber-Concerts und gab demselben eine edlere Kunstrichtung; auch gab ihm diese Stellung Veranlassung zur Composition mehrerer größerer Werke; unter denen ein Oratorium, mehrere Sinfonien, die Oper: ‚Die Geisterinsel‘ von Gotter 1798 (basierend auf Shakespeare‘s Sturm) zu erwähnen sind.“

## Werke
Erhalten sind:
- Concerto für Piano und Orchester opus 1[15]
- Sonate C-Dur opus 2[16]
- drei Streichquartette in Es, g und F opus 2[17]
- Rondos opus 3[18]
- Capriccios für Piano[19]